# Sarah Guyot
Pour les articles homonymes, voir Guyot.
Sarah Guyot , née le 16 avril 1991 à Vannes, est une kayakiste française, pratiquant la course en ligne au club de Tours en Indre-et-Loire.
Elle est qualifiée pour les Jeux olympiques d'été de 2012 à Londres.
Le 4 août 2013, elle est sacrée championne du monde des moins de 23 ans sur 500m, après avoir gagné tous les titres de championne de France 2013 (K1 200m, K1 500m, K2 et K4 500m). En 2014 à Szeged, elle est seconde sur 200 m lors d'une manche de coupe du monde derrière la championne olympique en titre. Lors des championnats d'Europe juniors et moins de 23 ans (2014), elle remporte le titre de championne d'Europe sur 200 et 500m en monoplace. Lors des championnats de France de vitesse à Gravelines, elle conserve ses titres en K1 200 et 500 m ainsi qu'en K2 500 m avec Gabrielle Tuleu. Le 3 mai 2015, elle remporte son premier titre international en senior en étant sacrée championne d'Europe du K1 200m à Račice.
Elle est médaillée d'or en K2 500 mètres aux Championnats d'Europe de course en ligne 2018.